# 老辺区
老辺区（ろうへん-く）は中華人民共和国遼寧省営口市に位置する市轄区。

## 行政区画
2街道弁事処、3鎮を管轄する。
- 街道弁事所：老辺街道、城東街道
- 鎮：路南鎮、柳樹鎮、辺城鎮

## 交通

### 鉄道
- 営口東駅

### 道路
- 高速道路
  -  瀋海高速道路
- 国道
  -  G305国道（中国語版）